# Deportivo Pereira
Deportivo Pereira is een Colombiaanse voetbalclub uit Pereira. De club werd opgericht op 12 februari 1944.
Deportivo Pereira wist in de meer dan vijftig jaar dat ze bestaan nog nooit landskampioen te worden. De beste prestatie die werd behaald was een derde plek, die viermaal behaald werd. In de jaren negentig speelde de club enkele jaren in de serie-B, maar sinds 2000 komt de club weer uit op het hoogste niveau. Deportivo Pereira is de enige professionele voetbalclub uit het departement Risaralda.

## Erelijst
- Categoría Primera A (1)

2022-II
- Categoría Primera B (2)

2000, 2019

## Stadion
Deportivo Pereira speelt zijn thuiswedstrijden in het Estadio Hernán Ramírez Villegas. Dit stadion werd in 1971 in gebruik genomen en biedt plaats aan 36.500 toeschouwers. In 2001 werden er enkele wedstrijden voor de Copa America afgewerkt in dit stadion.